# Lazistán

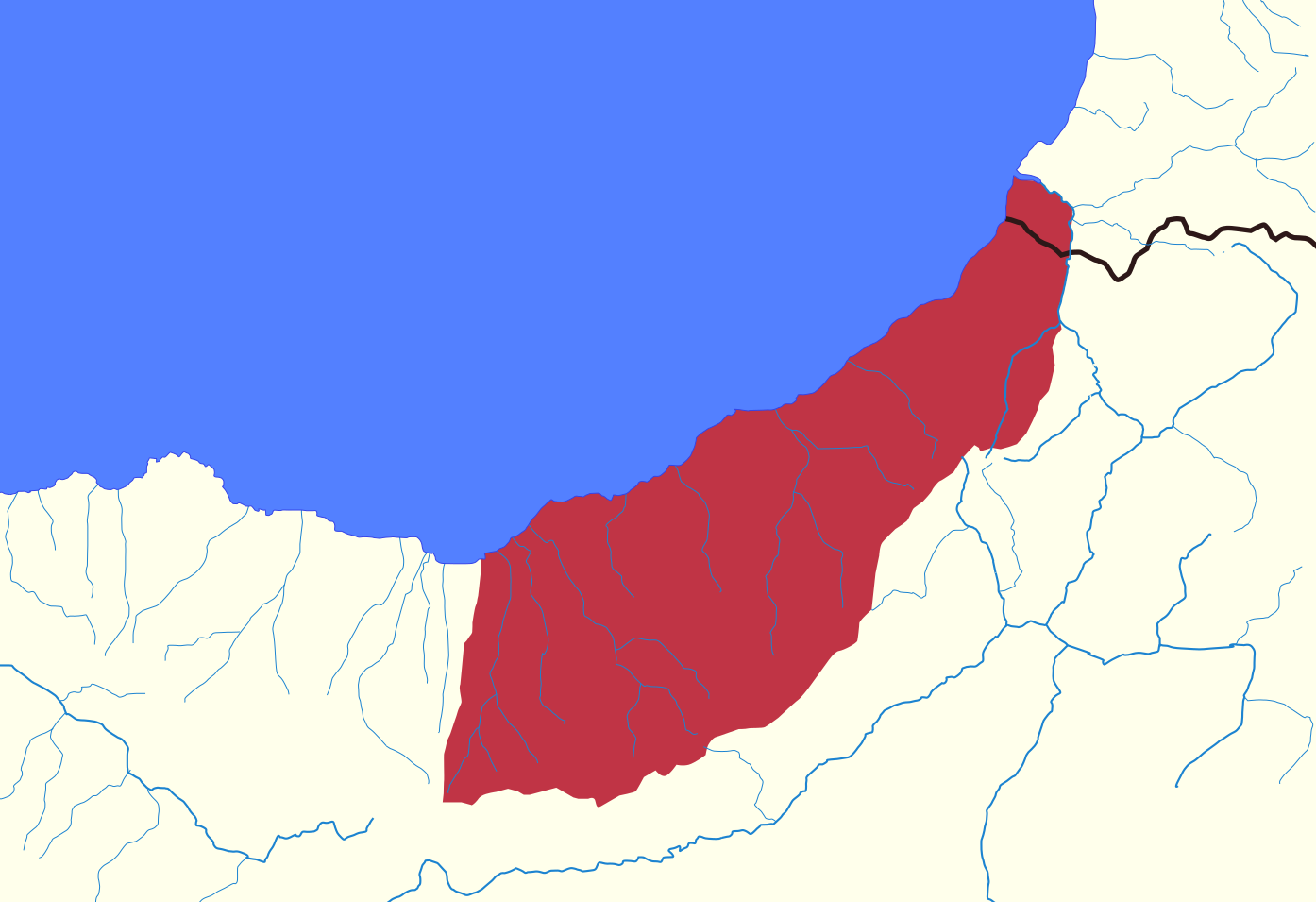
Lazistán.

Antigua Lazika o Lazistán.

Lazistán (en laz: ლაზონა, Lazona; en georgiano: ლაზეთი - lazeti o ჭანეთი - chaneti) fue una división administrativa del Imperio otomano denominada sanjacado bajo el vilayet de Trebisonda, territorio nativo de los lazes o lazuri, población hablante del idioma laz en la costa sudeste del mar Negro. Sin embargo, sus fronteras no coinciden con el área de hablantes del laz. Actualmente comprende el territorio de las provincias turcas de Rize y el litoral de Artvin.

## Historia
En tiempos antiguos, la región formó parte del reino de Cólquida. El Reino de Egrisi fue conocido por los antiguos griegos y romanos como Lázica y por los persas como Lazistán.
En la Edad Media, esta región fue parte de Georgia hasta 1578, cuando fue conquistada por los otomanos y reorganizada como el sanjak de Lazistan, parte del eyalet de Trabzon. Los Otomanos construyeron la fortaleza de Gonio, una importante avanzada otomana en el sudoeste de Georgia,que sirvió como capital de Lazistan hasta que pasó a Batumi. En 1878, tras la Guerra ruso-turca (1877-1878) la porción oriental de Lazistán, incluyendo Batumi, pasó a ser parte del Imperio ruso, y la capital del sanjacado se trasladó de Batumi a Rize.  y muchos lazes pasaron al imperio otomano. Después de la ocupación de la República Democrática de Georgia por la Rusia bolchevique, desde 1922 estuvo el territorio dividido entre Turquía y la Unión Soviética. El sanjacado, así como el nombre, fueron abolidos por la nueva República Turca en 1925.